# Saint-Bonnet-Briance
Saint-Bonnet-Briance è un comune francese di 556 abitanti situato nel dipartimento dell'Alta Vienne nella regione della Nuova Aquitania.

## Società

### Evoluzione demografica
Abitanti censiti